# Björn Smits
Björn Smits (Ekeren, 28 juli 1975) is een Belgische voormalig voetballer.
Smits was een verdedigende middenvelder of een voetballende centraal verdediger. Hij werd als een groot talent beschouwd bij Royal Antwerp FC maar ging toch naar KV Oostende. Daar begon hij zijn eerste seizoen als voltijds profvoetballer in 1997 met een kampioenschap en promotie naar eerste klasse. Daarna speelde hij mede door een mislukte transfer naar Eendracht Aalst twee seizoenen voor promovendus KFC Verbroedering Geel: één seizoen in eerste klasse en één in tweede klasse. De volgende drie seizoenen speelde Smits voor KVC Westerlo. Na een mislukt avontuur in Spanje bij AD Ceuta speelde hij twee jaar bij het Nederlandse FC Eindhoven. Daarna verhuisde hij naar eersteklasser KSV Roeselare, vanwaar hij in 2010 naar Cappellen FC trok.

## Carrière
- 1981-1990:  KFC Berendrecht Sport
- 1990-1996:  Royal Antwerp FC
- 1996-1997:  KFC Poederlee
- 1997-1999:  KV Oostende 62 wedstrijden 18 doelpunten
- 1999-2001:  KFC Verbroedering Geel 61 wedstrijden 9 doelpunten
- 2001-2004:  KVC Westerlo 64 wedstrijden 10 doelpunten  2 wedstrijden UEFACUP
- 2004 aug :  AD Ceuta 1 wedstrijd
- 2004-2006:  FC Eindhoven 55 wedstrijden 4 doelpunten
- 2006-2009:  KSV Roeselare 74 wedstrijden 13 doelpunten
- 2010-2011:  Cappellen FC
- 2011-2012:  KFCO Wilrijk
- 2012-2014:  Nieuwmoer FC